# Viradecdis
Viradecdis (stark variierende Schreibweisen) war eine weibliche, keltisch/germanische Gottheit, die vermutlich insbesondere von den Tungrern verehrt wurde. Die Göttin ist durch mehrere Votivinschriften des zweiten und dritten Jahrhunderts in Großbritannien, den Niederlanden, Belgien und Deutschland belegt.

## Etymologie
Der Name Viradecdis setzt sich möglicherweise aus den protokeltischen Wortbestandteilen *wīrjā-/*wīro- (= Wahrheit) und *dekos- (= Ehre) zusammen und ist etwa in dem Sinne von „Die die Wahrheit Ehrende“ zu interpretieren. Bemerkenswert ist, dass der Name nicht dem keltischen Sprachgebrauch folgend auf -a, sondern auf die angehängte Silbe -dis endet, die germanischer Herkunft ist. Dies spricht für eine ursprünglich keltische Gottheit, die später von germanischen Stämmen des Imperiums assimiliert worden ist.

## Epigraphische Zeugnisse

### Großbritannien
Eine 1772 entdeckte Inschrift aus Blatobulgium am Hadrianswall im heutigen Council Dumfries and Galloway lautet:

„Deae Viradec/thi pa[g]us Con/drustis milit(ans) / in coh(orte) II Tun/gror(um) sub Silvi/o Auspice praef(ecto)“

„Für die Göttin Viradecthis von den Angehörigen des Bezirks der Condrusen, die in der 2. Kohorte der Tungrer unter dem Präfekten Silvius Auspex dienen.“

### Niederlande

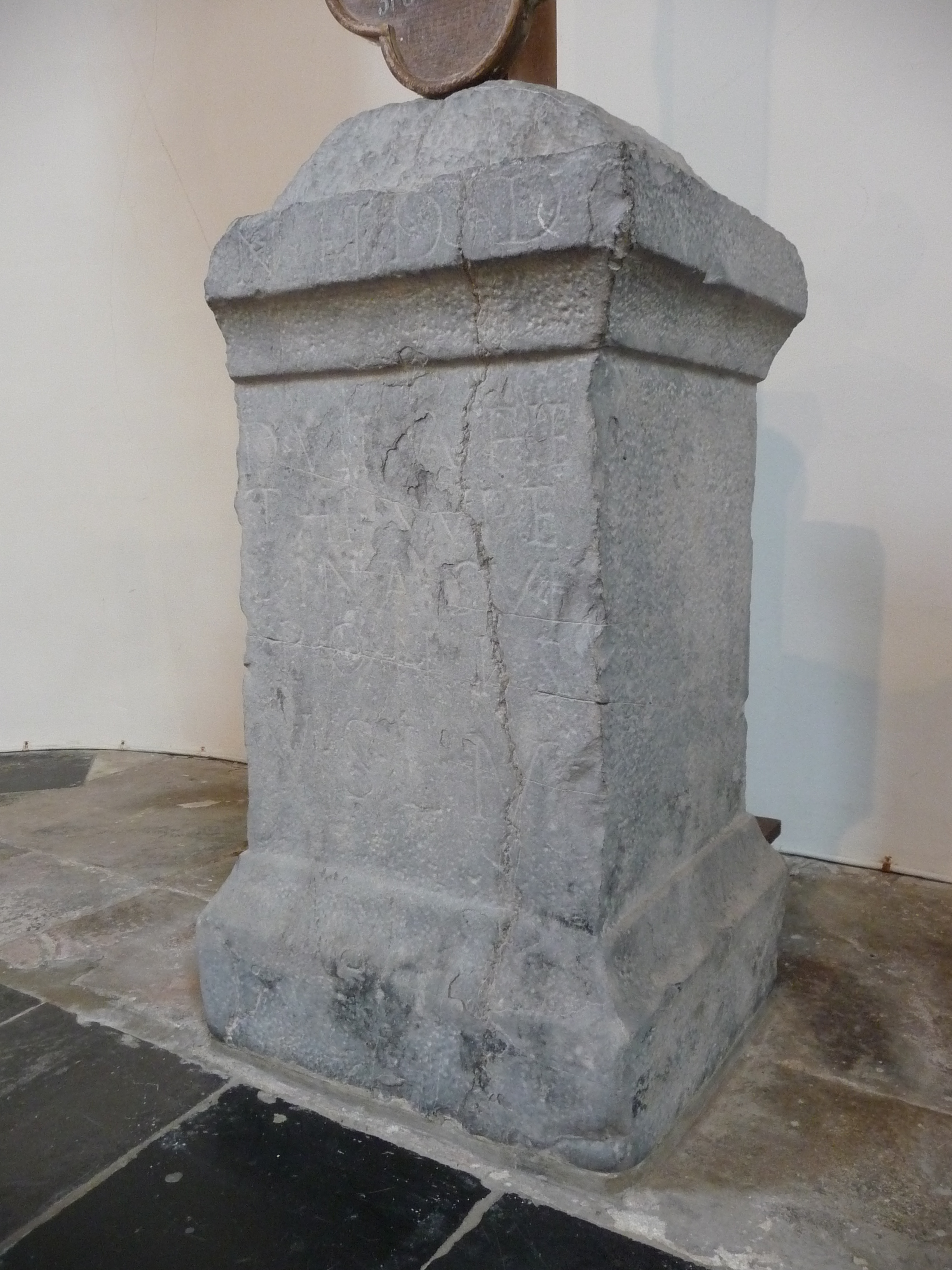
Weihestein für Viradecdis aus der Église St. Nicolas in Strée-lez-Huy

Ein 1869 aufgefundener Votivalttar aus Fectio (Vechten) in der Provinz Utrecht wird auf das zweite Jahrhundert datiert. Er enthält die Inschrift:

„Deae / [Vir]adecd(is) / [civ]es Tungri / [et] nautae / [qu]i Fectione / [c]onsistunt / v(otum) s(olverunt) l(ibentes) m(erito)“

„Der Göttin Viradecdis (gegenüber) haben die Bürger der Tungrer und die Schiffer, die in Fectio wohnhaft sind, ihr Gelübde eingelöst, gerne und nach Gebühr.“

### Belgien
Die Inschrift von einem Weihestein, der 1967 in der Église St. Nicolas des belgischen Dorfes Strée-lez-Huy (flämisch: Strée)/Provinz Lüttich bei der Versetzung des Hochaltars in dessen Fundament gefunden worden war, stammt aus der ersten Hälfte des dritten Jahrhunderts und lautet:

„[I]n h(onorem) d(omus) d(ivinae) // D(eae) Virathe/thi Supe/rina Sup/ponis / v(otum) s(olvit) l(ibens) m(erito)“

„Zur Ehre des Kaiserhauses; der Göttin Virathethis hat Superina, Tochter des Suppo, ihr Gelübde erfüllt, gerne und nach Gebühr.“

### Deutschland
Aus Deutschland liegen zwei gesicherte epigraphische Zeugnisse vor.
Ein Votivstein wurde in Trebur vermauert in einem Kirchturm entdeckt. Seine Inschrift lautet:

„[In h(onorem)] d(omus) d(ivinae) / [deae Vi]rodacthi / [pag]us Nidensis / et vicani August(ani) / publice fecerunt“

„Zu Ehren des Kaiserhauses; der Göttin Virodacthis haben der Bezirk Nidensis und die Bewohner des Vicus Augustanus auf öffentliche Kosten (diese Weihung) anfertigen lassen.“

Die zweite Inschrift wurde 1881 in Mogontiacum (Mainz) gefunden und lautet:

„Virodacti / sive Lucen(a)e / [A]ugustius Iustus ex voto / numinibus / [sa]nctissi/[mis“

„Der Virodactis oder Lucena hat Augustius Iustus wegen eines Gelübdes, den heiligsten göttlichen Gewalten...“

Auf Grund ihrer starken namentlichen Abweichung ungesichert scheint hingegen eine 1863 gefundene Inschrift aus Kälbertshausen im Neckar-Odenwald-Kreis:

„In h(onorem) d(omus) d(ivinae) / d(e)ae Viroddi / Avita Max(i)mi/ni v(otum) s(olvit) l(ibens) l(aetus) m(erito)“

„Zu Ehren des Kaiserhauses, der Göttin Viroddis (gegenüber) hat Avita Maximinus sein Gelübde gerne, freudig und nach Gebühr erfüllt.“

## Funktionelle und räumliche Verteilung
Von den insgesamt sechs Inschriftensteinen (B. H. Stolte und Julianus Egidius Bogaers vermuteten drei weitere auf niederländischem Gebiet) sind zwei von Militärs und vier von Zivilpersonen gestiftet worden. Dies spricht gegen eine Interpretation der Gottheit als Kriegsgöttin. Zwei der Inschriften verweisen auf die Tungrer, eine weitere stammt aus deren Gebiet. (Noch präziser verweist eine Inschrift auf den tungrischen Stamm der Condrusen, während eine aus deren Gebiet kommt.) Die übrigen drei Funde stammen alle aus Südwestdeutschland oder – wenn man Stolte und Bogaers folgen will – jeweils zur Hälfte aus Südwestdeutschland und aus den Niederlanden, die beide nicht allzu weit vom Siedlungsgebiet der Tungrer respektive der Condrusen entfernt liegen. Möglicherweise kann daher Viradecdis als Schutzgöttin der Condrusen angesehen werden.